# سیدآباد (ورزقان)
سیدآباد یکی از روستاهای استان آذربایجان شرقی است که در دهستان ازومدل شمالی بخش مرکزی شهرستان ورزقان شده